# Huta Rozalia
Huta Rozalia (niem. Rosalia-Hütte) – część Mysłowic, położona w rejonie ulicy Huta Rozalii, na terenie dzielnicy Janów Miejski-Ćmok.

## Historia
Początki Huty Rozalia wiążą się z powstaniem huty cynku „Rosalie”. Została ona założona na Ćmoku w 1823 roku przez Aleksandra Mieroszewskiego i znajdowała się ona w janowskim lesie. Był to niski, podłużny budynek z dwoma skrzydłami po obu jego stronach, kryty gontem. Zakład dysponował ośmioma podwójnymi piecami muflowymi, a rudę do wytopu cynku dowożono koleją konną z okolic Piekar Śląskich.
Przy hucie zaczęła się wykształcać kolonia, która składała się z kilku małych domków dla dozoru i robotników.
Do likwidacji huty przyczynił się tzw. „kryzys cynkowy” trwający w latach 1827–1830, w wyniku którego jego ceny obniżyły się o 71%. W 1833 hutę kupił kupiec Scheiber, a rok później Israel Freund. Jeszcze w tym samym roku zakład został zamknięty. Został on całkowicie rozebrany, pozostały natomiast żużle pohutnicze.
Na mapie topograficznej z lat 1914–1918 w obrębie ulicy Huta Rozalii została zaznaczona grupa zabudowań opisanych Ehem. Rosalia-Hütte (niem. dawna Huta Rozalia). Grupa zabudowy opisana jako Huta Rozalia została zaznaczona również na mapie z lat 1924–1939. 
W 1919 roku został założony przez pierwszych lokatorów domu przy ulicy Mikołowskiej Rodzinny Ogród Działkowy „Jaśmin”. W 1978 roku nastąpiła likwidacja działek po stronie Bauvereinu i części działek po stronie cmentarza przy ulicy Mikołowskiej, a w ramach rekompensaty ROD otrzymał nowe tereny przy ulicy Huta Rozalii.

## Charakterystyka
Huta Rozalia to część miasta Mysłowice (identyfikator SIMC: 0941576; identyfikator PRNG: 177363), położona na terenie dzielnicy Janów Miejski-Ćmok, w rejonie ulicy Huta Rozalia.
Składa się z kilku domów mieszkalnych, wokół których rozciągają się rodzinne ogrody działkowe. W Hucie Rozalia znajdują się dwa kompleksy ROD: „Jaśmin” i „Jutrzenka”. Tereny te okalają rozległe kompleksy leśne, a na zachód od miejscowości przepływa w kierunku zbliżonym do południkowego Bolina Południowa II.
Przy ulicy Obrzeżnej Zachodniej na wysokości Huty Rozalia znajduje się przystanek autobusowy ZTM Ćmok Ogródki Działkowe. W rejonie Huty Rozalii biegną dwa szlaki turystyczne: czerwony szlak im. Mariana Kantora-Mirskiego i zielony szlak 25-lecia PTTK, a także czerwony szlak rowerowy w Mysłowicach.
W lutym 2024 roku w systemie REGON zarejestrowane były cztery działalności gospodarcze z siedzibą przy ulicy Huty Rozalii.